# Маячне (Красноярський район)
Маячне (рос. Маячное) — село у Красноярському районі Астраханської області Російської Федерації.
Населення становить 1164 особи. Входить до складу муніципального утворення Красноярська сільрада.

## Історія
Населений пункт розташований на території українського етнічного та культурного краю Жовтий Клин. Від 1925 року належить до Красноярського району.
Згідно із законом від 6 серпня 2004 року органом місцевого самоврядування є Красноярська сільрада.

## Населення
| 2002 | 2010 | 2015  |
| ---- | ---- | ----- |
| 845  | ↗900 | ↗1164 |